# Trasporti in Senegal
Questa voce raccoglie le principali tipologie di Trasporti in Senegal.

## Trasporti su rotaia

### Rete ferroviaria
In totale: 922 km di linee ferroviarie (dati 1999).
- scartamento ridotto (1000 mm): 922 km, 70 dei quali a doppio binario
- Gestore nazionale: Régie Sénégalaise
- Principale linea: Ferrovia Dakar-Niger gestita da Transrail
- Collegamento a reti estere contigue
  - assente: Gambia e Guinea-Bissau
    - con cambio di scartamento 1000/1435 mm: Mauritania ed in parte Guinea
    - con stesso scartamento: in parte Guinea.

  - presente
    - con stesso scartamento: Mali

### Reti metropolitane
Tale nazione non dispone di sistemi di metropolitana.

### Reti tranviarie
Anche il servizio tranviario è assente.

## Trasporti su strada

### Rete stradale
Strade pubbliche: in totale 14.576 km (dati 1996)
- asfaltate: 4.271 km
- bianche: 10.305 km.

### Reti filoviarie
Attualmente in Senegal non esistono filobus. 

### Autolinee
Nella capitale, Dakar, ed in poche altre zone abitate del Senegal, operano aziende pubbliche e private che gestiscono i trasporti urbani, suburbani ed interurbani esercitati con autobus.

## Idrovie
La nazione dispone di 897 km di acque fluviali navigabili, appartenenti ai fiumi Senegal (785 km) e Saloum (112 km).

### Porti e scali
- Dakar (capitale e terminal ferroviario della linea transnazionale Dakar-Niger)
- Kaolack, Matam, Podor, Richard Toll, Saint-Louis e Ziguinchor.

## Trasporti aerei

### Aeroporti
In totale: 20 (dati 1999)
a) con piste di rullaggio pavimentate: 10
- oltre 3047 m: 1
- da 2438 a 3047 m: 0
- da 1524 a 2437 m: 7
- da 914 a 1523 m: 2
- sotto 914 m: 0

b) con piste di rullaggio non pavimentate: 10
- oltre 3047 m: 0
- da 2438 a 3047 m: 0
- da 1524 a 2437 m: 5
- da 914 a 1523 m: 4
- sotto 914 m: 1.